# Karl Küllmer
Karl Küllmer (* 18. Dezember 1877 in Reichensachsen im Werra-Meißner-Kreis; † 31. August 1942 ebenda) war ein deutscher Gewerkschaftssekretär und Abgeordneter des Provinziallandtages der Provinz Hessen-Nassau.

## Leben
Karl Küllmer wurde als Sohn des Maurers Caspar Küllmer und dessen Gemahlin Elisabeth Göbel geboren. Nach seiner Schulausbildung erlernte er den Maurerberuf. Im Ersten Weltkrieg war er als Sanitäter eingesetzt. Nach dem Krieg trat er der SPD bei und wurde am 1. Juli 1919 in seinem Heimatort Gewerkschaftssekretär des Deutschen Baugewerksbundes für die Kreise Witzenhausen, Eschwege und Rotenburg. Von 1919 bis 1920 und im März 1933 besaß er ein Mandat für den Kurhessischen Kommunallandtag des Regierungsbezirks Kassel, aus dessen Mitte er zum Abgeordneten des Provinziallandtages der Provinz Hessen-Nassau bestimmt wurde. Aus politischen Gründen legte er sein Mandat nieder. Ende März 1933 kam er für drei Monate in Schutzhaft. Wegen eines schweren Herz- und Nervenleidens wurde er 1935 Frühinvalide und erlitt 1938 einen Nervenzusammenbruch, an dessen Spätfolgen er 1942 verstarb.